# Sprawa pułkownika Miasojedowa

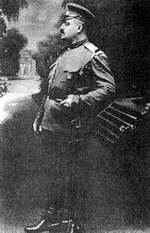
Sergiusz Miasojedow

Sprawa pułkownika Miasojedowa – powieść Józefa Mackiewicza, wydana po raz pierwszy przez wydawnictwo B. Świderski w Londynie w roku 1962. Nawiązując do rzeczywistej afery szpiegowskiej w Rosji z roku 1915, książka rozwija ją i dodatkowo zawiera szereg fikcyjnych wątków. Jej ramy narracyjne zamykają się między rokiem 1903 a 1945. Główna problematyka powieści dotyczy roli opinii publicznej, przedstawionej jako histeryczne, złowieszcze, żądne ofiar, karmiące się stereotypami i uprzedzeniami monstrum. Dodatkowa krytyka skierowana jest przeciw nacjonalizmowi, antysemityzmowi i socjalizmowi.

## Antecedencje i powstanie powieści
Nazwisko Miasojedowa stosunkowo często pojawiało się w międzywojennej prasie polskiej, zwłaszcza sensacyjnej, a także w różnego rodzaju broszurach poświęconych najnowszej historii lub walkom wywiadów; przedstawiano go jednoznacznie jako niemieckiego szpiega. W roku 1926 rosyjski emigrant mieszkający w Polsce, Mikołaj Breszko-Breszkowski, wydał po polsku dużą, ok. 50-stronicową broszurę pt. Ppłk Miasojedow; w zbeletryzowanej formie przedstawiała ona losy Miasojedowa i nie pozostawiała wątpliwości co do jego winy.
W roku 1935 Mackiewicz opublikował w wileńskim Słowie tekst pt. W 105-ym Orenburskim. Omawiał w nim głównie losy tytułowego pułku przed i w trakcie I wojny światowej; w kilku miejscach wspomniał jednak o rozstrzelanym za szpiegostwo Miasojedowie. Na podstawie wspomnień zmarłego nieco wcześniej w Rydze rosyjskiego literata dodał przy tym szereg szczegółów dotyczących wileńskich skandali obyczajowych, podobno związanych z Miasojedowem, oraz wzmiankę o sprawie dyscyplinarnej przeciw niemu.
W roku 1949, już na emigracji, Mackiewicz opublikował pod identycznym tytułem tekst w londyńskim periodyku Lwów i Wilno. Artykuł ten był zupełnie inny od wcześniejszego, aczkolwiek również utrzymany w tonie wspomnieniowym. Opisywał pokrótce losy Miasojedowa, ale również jego żony Klary Holstein i jej drugiego męża Mariana Szydłowskiego, z którym w okresie międzywojennym mieszkała jakoby w Wilnie. Autor twierdził, że sam znał nie tylko Szydłowskiego ale także jego żonę i byłą kochankę Miasojedowa; tekst zamykał się wzmianką, że Szydłowscy po roku 1940 wyjechali do Niemiec.
Nie wiadomo, które wydarzenia wspomniane w obu tekstach były prawdą, a które fikcją, wymyśloną przez Mackiewicza; również formuła obu artykułów, a zwłaszcza drugiego, była niejasna. Na pierwszy rzut oka wyglądał on na tekst wspomnieniowo-historyczny, ale mógł również być rozumiany jako nowelka, zwłaszcza że w zakończeniu autor niejasno wspomniał o „zwyczajnej fabule powieści, do której nie mam prawa się mieszać, wplecionej w odcinek historii”.
W roku 1957 Mackiewicz wydał swoją poprzednią powieść, Kontrę, dotycząca głównie wątków rosyjskich. Nie wiadomo dokładnie, kiedy przystąpił do pracy nad powieścią, opartą na losach Miasojedowa; w jej pierwodruku z roku 1962 wspomniał potem, że do pisania natchnął go znaleziony przypadkowo rok wcześniej (w roku 1961?) stary wycinek prasowy. Pięćdziesięciodziewięcioletni autor mieszkał w tym czasie w Monachium. Nie wiadomo, czy negocjował wydanie pracy z innymi domami wydawniczymi i dlaczego zdecydował się na publikację w oficynie Bolesława Świderskiego, wcześniej nacjonalistycznego działacza ONR.

## Dedykacja, wstęp i słowo odautorskie
- Książka dedykowana jest córce autora, Haluni
- Powieść poprzedza ok. dwustronicowy odautorski i niezatytułowany wstęp, tłumaczący genezę pracy. Mackiewicz cytuje artykuł, drukowany w londyńskim dzienniku The Times z 5 kwietnia 1915, który jakoby zainspirował go do napisania powieści. Artykuł jest krótką notatką o wykonaniu kary śmierci na rosyjskim szpiegu Miasojedowie. Mackiewicz pisze, że z dzieciństwa pamięta pewne szczegóły tego procesu, który potem wydał mu się swoistą rosyjską "sprawą Dreyfusa". Za interesującą uznał kwestię, dlaczego epizod ten został całkowicie zapomniany, a powieść przedstawił jako próbę odpowiedzi na to pytanie
- Książka zakończona jest jednostronicowym Od autora. Mackiewicz tłumaczy się w nim z umieszczenia w narracji obok postaci fikcyjnych również postaci historycznych, oraz prosi o wybaczenie jeśli niedokładnie je przedstawił. Na koniec autor zwraca się do polskich czytelników, przyzwyczajonych do czytania wyłącznie o Polakach; Mackiewicz wskazuje, że tematem książki jest opis ludzkich losów, a nie tylko Polacy są ludźmi.

## Postacie

### Główni bohaterowie
- Siergiej Miasojedow(inne języki) (1866[6]-1915), postać historyczna, oficer żandarmerii, skazany i powieszony jako niemiecki szpieg
- Klara Holstein, (1882[7]-?), postać historyczna, Niemka bałtycka, żona Miasojedowa; w powieści wychodzi ponownie za mąż za Szatkowskiego
- Marian Szatkowski (ok. 1878[8]-1945), Polak, austriacki urzędnik we Lwowie, zesłaniec, potem polski urzędnik
- Eugenia, potem Subotina (ok. 1883[9]-?), córka prowincjonalnego oficera żandarmerii, kochanka i powiernica Miasojedowa
- Tamara Mamonicz (1885[10]-1932[11]), jako Sylvia Nordelii szansonistka, krótko kochanka Miasojedowa, potem domokrążna sprzedawczyni mydła

### Postacie drugoplanowe
- Władimir Suchomlinow (1848–1926), postać historyczna, minister wojny 1909–1915
- Katarina Butowicz, potem Suchomlinowa (1882–1925?), postać historyczna, żona ministra Suchomlinowa
- Samuel Frejdberg (?–?), litewski Żyd, współwłaściciel towarzystwa żeglugowego i jego dyrektor
- Szloma Kacenellenbogen (?–?), litewski Żyd, mający szerokie kontakty i związany z konkurencją firmy Miasojedowa, być może w marcu 1945 spotkany przez Klarę w Wiedniu
- Jakub Kołakowski (ok. 1878–?), rewizor kolejowy, adorator Tamary i autor pomówień które rozpoczęły sprawę Miasojedowa
- Dawid Frejdberg (?–1915), litewski Żyd, współwłaściciel towarzystwa żeglugowego, kierownik kantoru w Odessie, zwolennik barona Grottgusa jako przewodniczącego zarządu, wykonywał dla Miasojedowa zadania szpiegowskie w Niemczech, skazany i powieszony w procesie Miasojedowa
- Wasilij Jerandakow(inne języki) (1875–1919), postać historyczna, kapitan a potem podpułkownik, szef kontrwywiadu, w powieści zastępca szefa wywiadu, fałszywy przyjaciel Miasojedowa
- Aleksander Jeremin(inne języki) (1872–1920), postać historyczna, pułkownik, szef departamentu policji, w powieści dowódca Ochrany
- Aleksander Guczkow (1862–1936), postać historyczna, lider partii oktiabrystów i krótko w 1917 minister wojny
- Michaił Andronnikow(inne języki) (1875–1919), postać historyczna, książę, arystokrata, wydawca, publicysta, w powieści intrygant i plotkarz
- Grottgus (1855–?), Niemiec bałtycki, baron, współwłaściciel towarzystwa żeglugowego, konkurent do roli przewodniczącego zarządu
- Maljuszyn (?–?), artysta malarz, bywalec petersburskich salonów
- Borys Frejdberg (?–1915), litewski Żyd, współwłaściciel towarzystwa żeglugowego, kierownik kantoru w Lipawie, skazany i powieszony w procesie Miasojedowa
- Borys Suworin(inne języki) (1879–1940), postać historyczna, redaktor naczelny oczerniającej Miasojedowa gazety Wieczernieje Wremia, sojusznik Guczkowa, spoliczkowany przez Miasojedowa
- Mikołaj Romanow (1856–1929), postać historyczna, wielki książę, 1914–1915 dowódca armii rosyjskiej, jeden z animatorów procesu Miasojedowa
- Mikołaj Batiuszyn(inne języki) (1874–1957), postać historyczna, pułkownik, szef kontrwywiadu w warszawskim okręgu wojskowym

### Postacie epizodyczne
- Leontowicz (?–?), pułkownik żandarmerii na służbie Ochrany, jeden ze śledczych prowadzących sprawę Miasojedowa
- Paweł Matwiejew (?–?), warszawski sędzia śledczy który skonstruował akt oskarżenia przeciw Miasojedowowi
- Wasilij Żiżin (?–?), postać historyczna, prokurator nadzorujący śledztwa polityczne w okręgu warszawskim
- Disterhof (?–?), agent Ochrany obserwujący Miasojedowa
- Michał Pachitonow (?–1914), oficer, kolega Miasojedowa ze 105. Orenburskiego pułku piechoty
- Piotr Mamonicz (?–?), dróżnik kolejowy, ojciec Tamary
- Ponomariew (?–?), kornet, agent Ochrany, organizujący prowokację na granicy w Wierzbołowie
- Adam (?–?), przed wojną chłopak na posyłki w wileńskiej restauracji, w okresie międzywojennym kelner, który pamiętał Klarę jako Miasojedową
- Feoktyst Tuchowicz (?–?), młody petersburski adwokat, na prośbę Eugenii usiłował ratować Miasojedowa, potem wyjechał z nią w nieznanym kierunku, być może do Penzy
- Marysia Szałaj (1895?–?), lwowianka, narzeczona Szatkowskiego
- Trofim Pierepuchin (?–?), kupiec futer z Barnaułu, ułatwił ucieczkę Szatkowskim
- Izaak Michelson (?–?), litewski Żyd, drobny udziałowiec towarzystwa żeglugowego, zesłany, potem rewolucyjny notabl w Ufie, ułatwił Szatkowskim dalszą podróż do Polski
- matka Miasojedowa (?–?), staruszka, wdowa, mieszka samotnie w Smoleńsku
- Berendt (?–?), obywatel Niemiec, rosyjski przedsiębiorca handlujący zbożem, współpracujący z Miasojedowem, sądzony potem i uniewinniony
- Robert Falk (?–1915), litewski Żyd, współudziałowiec towarzystwa żeglugowego, skazany i powieszony w procesie Miasojedowa
- Bułacel (?–?), pułkownik, adiutant Suchomlinowa, wróg Miasojedowa, potem zdymisjonowany
- Grauber (?–?), drezdenka, wdowa po piekarzu, gospodyni mieszkania w Dreźnie gdzie zatrzymali się Szatkowscy
- Iwan Iwanow (?–?), rosyjski emigrant z Pragi czeskiej, który sprzedał Klarze dokumenty umożliwiające wyjazd do Szwajcarii
- Kołomnin (?–?), kapitan, adiutant Suchomlinowa

## Fabuła
Powieść dzieli się na dwie części.

### Sprawa Sergiusza Miasojedowa
- Przedakcja: Sergiusz Mikołajewicz Miasojedow, syn obywatela ziemskiego z guberni smoleńskiej i długoletniego marszałka szlachty powiatu wileńskiego, skończył szkołę oficerską i jako młodszy oficer służył początkowo w 105. orenburskim pułku piechoty w Wilnie. W roku 1892 przeszedł do korpusu żandarmów, a w roku 1894 został mianowany zastępcą naczelnika kolejowego oddziału żandarmów na granicy rosyjsko-niemieckiej we Wierzbołowie. W roku 1901, po przejściu na emeryturę przełożonego, sam objął dowództwo wierzbołowskiej placówki[12]
- Część I. Rok 1903. Miasojedow dowodzi żandarmerią we Wierzbołowie i ma romans z Eugenią. Potem rozpoczął romans z Tamarą, a następnie ożenił się z Klarą Holstein. W roku 1906 Ochrana próbowała zorganizować w przygranicznym rejonie prowokację, wymierzoną przeciw socjalistycznym konspiratorom; ponieważ o intrydze tej nie poinformowano żandarmerii, Miasojedow poczuł się osobiście urażony. Dlatego kiedy w roku 1907 wezwano go na świadka w procesie przeciw aresztowanym w trakcie prowokacji oskarżonym, zdemaskował kombinacje służb, zaprzeczył istnieniu wywrotowego spisku, oraz wyszydził działania Ochrany jako infantylne i nieudolne; proces wywołał znaczny i zróżnicowany odzew w prasie. W odwecie Ochrana starała się wymusić przeniesienie go na podrzędne stanowisko; Miasojedow złożył dymisję i przeszedł w stan spoczynku[13]
- Część II. Wkrótce po dymisji z wojska Miasojedow sfinalizował prowadzone już wcześniej rozmowy nt. wejścia w skład zarządu projektowanej spółki żeglugowej z siedzibą w Lipawie, mającej przewozić emigrantów do USA na odpływające z Anglii statki linii Cunard. Spółka zdominowana była przez kapitał żydowski, głównie braci Frejdberg; ponieważ liczono na koneksje Miasojedowa w sferach wojskowych i urzędniczych, został on wybrany przewodniczącym zarządu. Zamieszkał w St. Petersburgu, energicznie zajął się sprawami spółki i prowadził życie towarzyskie. W roku 1909 korzystając ze znajomości w żandarmerii zdobył materiały, które ułatwiły rozwód kandydatce na żonę ministra wojny, Suchomlinowa. W tym czasie odnowił też romans z Eugenią[14]
- Część III. W roku 1911 korzystając z doskonałych stosunków z małżeństwem Suchomlinowów Miasojedow złożył podanie o ponowne przyjęcie do wojska; już jako podpułkownik żandarmerii został adiutantem ministra wojny. W roku 1912 przeciwna Suchomlinowowi koteria polityczna, złożona głównie z polityków nacjonalistycznych i antysemickich, rozpoczęła kampanię prasową przeciw Miasojedowowi, którego oskarżono o niejasne interesy finansowe, związki z Żydami oraz być może konszachty z obcymi wywiadami. Miasojedow spoliczkował jednego z inspiratorów kampanii i miał bezkrwawy pojedynek z drugim, liderem nacjonalistów Guczkowem. Suchomlinow, w którego ostatecznie wymierzona była intryga, dzięki poparciu cara wyszedł z afery zwycięsko; jednak by uniemożliwić przyszłe ataki na siebie, zdymisjonował Miasojedowa[15]
- Część IV. Miasojedow utracił większość koneksji, a interesy towarzystwa żeglugowgo po okresie wcześniejszej prosperity zaczęły iść źle; udziałowcy przemyśliwali nad zastąpieniem Miasojedowa nowym przewodniczącym zarządu. Dotychczasowy konkurent, związany z inną firmą żeglugową Żyd Kacenellenbogen, zaproponował mu manewr w postaci odkupienia przedsiębiorstwa ponad głowami innych członków zarządu, plany te jednak wyszły na jaw i bracia Frejdberg stawili opór. W roku 1914 doszło do karczemnej awantury między Eugenią i Klarą, po której ta ostatnia opuściła męża i wróciła do Wilna. Tymczasem w atmosferze narastającej groźby wybuchu wojny kontrwywiad wojskowy i Ochrana ponownie zainteresowały się Miasojedowem jako człowiekiem z kontrowersyjną przeszłością i potencjalnym szpiegiem[16]
- Część V. Po wybuchu wojny Miasojedow bezskutecznie próbował uzyskać przydział wojskowy, aż wreszcie dostał sierowanie do sztabu 10. Armii, okupującej m.in. skrawek Prus Wschodnich. Stacjonując w Piszu zajmował się głównie organizacją płytkiego wywiadu. Z nieznanych powodów jego działaniami zainteresował się sztab generalny, a do jego zespołu przydzielono w charakterze pomocnika tajnego agenta Ochrany. Tymczasem dawny nachalny adorator Tamary, urzędnik kolejowy Jakub Kołakowski, 10 lat wcześniej za sprawą Miasojedowa i na jej prośbę przesunięty na podrzędne stanowisko, dostał się do niewoli niemieckiej a następnie do Szwecji. W Sztokholmie złożył obszerne zeznania w rosyjskim attachacie wojskowym[17]
- Część VI. Kołakowski został skierowany do Rosji, gdzie w kolejnych instytucjach wywiadowczych i kontrwywiadowczych opowiadał zmyślone i fantastyczne historie o zadaniach szpiegowskich, jakie rzekomo powierzyli mu Niemcy. W trakcie tych konfabulacji wplątał w swoje kłamstwa Miasojedowa jako lokalnego szefa niemieckiej siatki szpiegowskiej. Ponieważ po fali klęsk w Rosji rozpoczęło się poszukiwanie winnych, połączone z narastającą nagonką antysemicką i trwającą nadal kampanią przeciw Suchomlinowowi, część sfer wojskowych z wielkim księciem Mikołajem Mikołajewiczem postanowiła wykorzystać okazję i dlatego poddano Miasojedowa obserwacji. Wkrótce został aresztowany. Pomimo braku nie tylko dowodów ale nawet istotnych poszlak został oskarżony o szpiegostwo a następnie skazany przez sąd polowy na karę śmierci; wyrok wykonano w marcu 1915 przez powieszenie w cytadeli w Warszawie[18]
- Część VII. Rosyjska opinia publiczna odetchnęła z zadowoleniem, zwłaszcza że car wkrótce zdymisjonował ze stanowiska ministra wojny Suchomlinowa, a partia nacjonalistyczna stała u szczytu potęgi. Okazało się też, że Eugenia przy pomocy podkochującego się w niej prawnika podjęła dwie próby ratowania Miasojedowa, raz usiłując dotrzeć do kontrwywiadu sztabu generalnego, a raz do przewodniczącego Dumy Rodzianki. Obie próby okazały się całkowicie nieskuteczne. Prawnik wytłumaczył jej, że w dobie gdy rządzi opinia publiczna nikogo nie można przed nią uratować, a osoby do których starała się dotrzeć piętnowały Miasojedowa jako szpiega zauważając, że „ci co czyścili mu buty” powinni również wisieć[19]

### Sprawa Klary Miasojedowej
- Część I. W procesie pozostałych oskarżonych, głównie Żydów będących partnerami biznesowymi Miasojedowa, na podstawie iluzorycznych poszlak trzech skazano na śmierć (wyroki wykonano) a dwu na katorgę. Klarę uniewinniono. Jednak postępy wojsk niemieckich wiosną i latem 1915 sprawiły, że głownodowodzący Mikołaj Mikołajewicz wymusił powtórzenie procesu; na śmierć skazano 5 kolejnych podsądnych, w tym Klarę. Na trzech z nich, Żydach, wyrok wykonano; Klarze wyrok zmieniono na dożywotnie zesłanie. Eugenia wraz z jej adoratorem adwokatem sprzedała wszystko i wyjechała z Petersburga, a jej dalsze losy nie są znane. Kołakowski pod dyskretną obserwację służył w Samarze (w przyszłości ożeni się i będzie żył w biedzie). W związku z kolejnymi klęskami aresztowano Suchomlinowa, wykorzystując w tym celu m.in. sprawę Miasojedowa[20]
- Część II. Klara została zesłana do Barnaułu. Tam spotkała Mariana Szatkowskiego, polskiego urzędnika ze Lwowa, który po wkroczeniu do miasta Rosjan został aresztowany jako austriacki szpieg i zesłany. Klara postanowiła pozbyć się stygmatyzującego nazwiska i w 1916 wyszła za Szatkowskiego. Po rewolucji porządek zaczął się załamywać, coraz częściej dochodziło do samosądów i rabunków. Obawiając się o życie, Szatkowscy z pomocą zaprzyjaźnionego kupca uciekli z Barnaułu i rozpoczęli trwającą 4 lata podróż na zachód. Wiosną 1921 byli w Jekaterynburgu, a w Ufie Klara spotkała dawnego znajomego. Wystarał się on o papiery podróżne, które ułatwiły dalszą drogę. Na mocy traktatu polsko-radzieckiego optowali w Moskwie na rzecz Polski i w początkach roku 1922 znaleźli się w Wilnie[21]
- Część III. W Wilnie Szatkowscy zamieszkali w domu rodzinnym Klary. Szatkowski uzyskał posadę w państwowej agencji telegraficznej, a wkrótce został kierownikiem jej wileńskiej filii. Klara wolała trzymać się na uboczu, unikając wszystkiego co miało związek z jej przeszłością jako Miasojedowej. Rozpoznała Tamarę, która pół-obłąkana, zajmowała się domokrążną sprzedażą mydła; wkrótce Tamara zginęła w wypadku samochodowym. Szatkowski stał się człowiekiem powszechnie szanowanym, członkiem różnych stowarzyszeń, był w przyjaźni w miejscowymi notablami. Po upadku Polski w 1939 okupację litewską para przeczekała w Wilnie. W czerwcu 1940, po wcieleniu miasta do ZSRR i nieudanej próbie uzyskania papierów na przejazd do GG, Klara przy biernej postawie męża i jako bałtycka Niemka uzyskała w niemieckiej komisji repatriacyjnej obywatelstwo III Rzeszy dla obojga[22]
- Część IV. Latem 1940 Szatkowscy wyjechali z radzieckiego Wilna do Królewca; realia w totalitarnych Niemczech sprawiły, że powzięli plan dalszej ucieczki do Szwajcarii, jednak na razie czekali na lepszą okazję. Szatkowski był w depresji i żałował swojej biernej zgody na przyjęcie niemieckiego obywatelstwa, wyobrażając sobie jak zgodnie z układem Sikorski-Majski zostaje notablem w polskiej administracji wojskowej w Persji. W roku 1943 para przeniosła się do Drezna, gdzie Marian w bibliotekach starał się opracowywać drezdeńskie polonica. Zginął w bombardowaniu Drezna w lutym 1945; Klara uratowała się dlatego, że wyjechała do Pragi by kupić fałszywe dokumenty umożliwiające obydwojgu wyjazd do Szwajcarii. W marcu znalazła się z podrobionymi papierami wyjazdowymi w Wiedniu[23]

## Powieść a prawda historyczna

### Odniesienia historyczne
Powieść w sporej części opiera się na prawdzie historycznej. Segiusz M. Miasojedow faktycznie pochodził z rodziny nieco zubożałego ziemiaństwa, ukończył szkołę kadetów, służył w 105. orenburskim, w 1892 przeszedł do korpusu żandarmów i dowodził na placówce granicznej we Wierzbołowie. Ożenił się z Klarą Holstein, chociaż nie jest pewne czy pochodziła z rodziny Niemców bałtyckich czy też miała pochodzenie żydowskie. W roku 1907 istotnie zrujnował w sądzie proces oparty na prowokacji Ochrany, a potem podał się do dymisji i zaangażował się w towarzystwo żeglugowe. Został ponownie przyjęty do korpusu żandarmów i służył w petersburskim ministerstwie wojny, a następnie w ramach kampanii przeciw Suchomlinowowi został przez nacjonalistów oskarżony o szpiegostwo i miał pojedynek z Guczkowem. W czasie wojny został przydzielony do 10. armii i faktycznie został przez niejakiego Kołakowskiego, który poprzez Szwecję przybył do Rosji z niemieckiej niewoli, oskarżony o szpiegostwo. Sprawa została podjęta przez służby kontrwywiadowcze, prokuraturę i żandarmerię wojskową, po czym po parodii procesu Miasojedow został przez warszawski sąd polowy skazany na karę śmierci. Klara Holstein została faktycznie skazana na zesłanie do Jakucji. 

### Fikcja
Niektóre epizody przedstawione w książce miały faktycznie inny przebieg. Przed zaangażowaniem się w towarzystwo żeglugowe Miasojedow zarabiał jako komisant niemieckiej firmy spedycyjnej, być może wykorzystując swoją pozycję w Wierzbołowie, co nie znajduje odzwierciedlenia w prozie Mackiewicza. Podczas wileńskiego procesu z 1907 roku nie zamierzał początkowo demaskować Ochrany, bo nie chciał w ogóle występować jako świadek. W małżeństwie miał córkę lub nawet troje dzieci, o których nie na wzmianki w powieści. W ministerstwie był nie adiutantem Suchomlinowa, ale oficerem do specjalnych poruczeń zajmującym się zwalczaniem spisków i propagandy rewolucyjnej w armii. Podczas pojedynku z Guczkowem nie tyle obaj pojedynkowicze chybili, ile chybił strzelający jako pierwszy Miasojedow; Guczkow celowo strzelił w powietrze. Kołakowski bynajmniej nie znał wcześniej Miasojedowa i nie miał z nim konfliktu o kobietę. Żadne ze źródeł nie podaje informacji o dalszych losach Klary Miasojedowej, które pozostają nieznane. Żadne nie wspomina też o Marianie Szatkowskim, który w powieści występuje jako jej drugi mąż i naczelnik wileńskiej agencji PAT (nie ma też informacji o Marianie Szydłowskim). Losy niektórych postaci epizodycznych, wzorowanych na rzeczywistych osobach, jak poległy w powieści syn ogrodnika Michał Łukaszewicz, są przedstawione błędnie.

## Wątki autobiograficzne
Najważniejszym wątkiem autobiograficznym w powieści jest kwestia linczu na niewinnym człowieku, dokonanym przez opinię publiczną. W powieści jego ofiarą padł Miasojedow, rzucony na pożarcie mediom jako rzekomy szpieg niemiecki. Mackiewicz mógł widzieć losy rosyjskiego żandarma jako podobne do swoich własnych. W początku lat 40. przez polską prasę podziemną został oskarżony o kolaborację z Niemcami a następnie przez niezidentyfikowany organ sądowniczy polskiego państwa podziemnego skazany na karę śmierci; zarzuty dotyczące kolaboracji część emigracyjnej opinii publicznej podtrzymywała praktycznie aż do końca XX wieku.
Drugim wątkiem który powieściowy Miasojedow dzieli z Mackiewiczem są jego związki z wieloma kobietami. Miasojedow prowadzi romans jednocześnie z Eugenią i Tamarą, pozostając w związku małżeńskim z Klarą utrzymuje stosunki z Eugenią. Życie intymne Mackiewicza było również burzliwe; ożenił się w wieku lat 22, wiadomo że będąc żonaty z Antoniną Kopańską miał romans z Wandą Żyłowską, a w kilka lat potem związał się z Barbarą Toporską. Wątek jednoczesnego związku z kilkoma kobietami jest zresztą obecny w innej powieści Mackiewicza, Drodze donikąd.
Trzeci wątek dotyczy kwestii ideologicznych. Miasojedow jest podobnie jak Mackiewicz wrogiem socjalizmu, który uważa za ideologię zmierzająca do uprzedmiotowienia ludzi i zamknięcia ich w świecie przegrodzonym kratami; zamiast tego skłania się ku zasadzie „leben und leben lassen”, żyć i dać żyć innym. Aczkolwiek nie wypowiada swoich opinii co do nacjonalizmu, to okazuje się być przez rosyjski nacjonalizm poszkodowanym; Mackiewicz był z kolei przysięgłym wrogiem nacjonalizmów. Pomniejsze aspekty autobiograficzne dotyczą lokalizacji akcji powieściowej: w przedwojennym Petersburgu (gdzie Mackiewicz mieszkał jako dziecko), w przedwojennym Wilnie (gdzie mieszkał jako nastolatek) oraz w międzywojennym Wilnie (gdzie mieszkał i pracował jako dziennikarz).

## Recepcja
W Polsce Mackiewicz objęty był całkowity zapisem cenzorskim i na temat powieści nie ukazały się w prasie żadne wzmianki. Na emigracji została ona przyjęta na ogół pozytywnie; Juliusz Sakowski określił ją jako thriller „o epickim tchnieniu” oraz omawiał w kontekście Dostojewskiego, Tołstoja i Hemingwaya. Michał Chmielowiec wskazał, że choć narracja dotyczy na pierwszy rzut oka przebrzmiałej dziewiętnastowiecznej afery, to jednak zajmuje się „sprawą najaktualniejszą, najbardziej współczesną”. Mniej entuzjastyczne opinie, np. Stefanii Kossowskiej, przedstawiały dzieło raczej jako rozprawę polityczną, w której „wątek powieściowy wprowadzony był tylko po to, by zachęcić czytelnika do lektury. Uwagi krytyczne dotyczyły też "nieudanego eksperymentu zjednoczenia obu nurtów", tj. historycznego reportażu i fikcji literackiej, jaki stwierdził Wit Tarnawski.
W porównaniu z innymi powieściami Mackiewicza Sprawa wzbudziła stosunkowo mało kontrowersji. W przypadku Lewej wolnej dotyczyły one mackiewiczowskiej krytyki polityki wschodniej Piłsudskiego oraz sposobu przedstawienia armii polskiej w czasie wojny polsko-bolszewickiej; w przypadku Nie trzeba głośno mówić dotyczyły one krytyki polityki rządu emigracyjnego w stosunku do ZSRR oraz stosunków w polskim podziemiu, w tym Armii Krajowej. Akcja Sprawy pułkownika Miasojedowa rozgrywała się jednak głównie w środowisku Rosjan, kwestie polskie obejmowała w stosunkowo niewielkim stopniu i w związku z tym nie wywołała zadrażnień w środowiskach emigracyjnych. Nakład powieści jest nieznany i nie wiadomo, czy spełniła oczekiwania komercyjne wydawcy. W tłumaczeniach niemieckim (1967) i hiszpanskim (1974) reklamowana była jako "powieść szpiegowska". Mackiewicz twierdził, że "sprzedałem Sprawę pułkownika Miasojedowa na Amerykę", ale do wydania książki w USA nigdy nie doszło.
W Polsce Sprawa pojawiła się najpierw jako druk bezdebitowy; co najmniej trzy podziemne wydawnictwa opublikowały powieść około połowy lat 80., a od schyłku PRL powieść rozprowadzana była w oficjalnej sieci księgarskiej przez wydawnictwo Kontra. Od tego czasu omawiana jest ona często w pracach historycznoliterackich poświęconych Mackiewiczowi; poświęcono jej dwa artykuły. Zdecydowana większość piszących ocenia Sprawę wysoko, jako dzieło wybitne tworzące historię literatury polskiej drugiej połowy XX wieku. Autorzy podkreślają wartości literackie pracy, wskazując np. na sprawność narracyjną Mackiewicza, polifoniczną perspektywę czy epicki rozmach. Większość historyków koncentruje się jednak na warstwie ideowej powieści. Wskazują, że stanowiąc „wielką powieściową panoramę końca ‘starej Europy’” pokazuje ona „zagładę europejskiego universum kulturowego”. Zmiana ta polega na degradowaniu człowieka przez ideologie oraz niszczeniu suwerenności jednostki przez zbiorowość. Zachodzi ona w momencie, gdy kultura masowa redefiniuje zasady życia publicznego, a Mackiewicz demaskuje wpisany w nią „mechanizm pomówień i oszczerstw”. Niektórzy wskazują, że atutem powieści jest jej uniwersalny, międzynarodowy wydźwięk.

## Plany kinematograficzne
W roku 1964 pochodzący z Polski ale działający głównie we Włoszech międzynarodowy producent filmowy Joseph Fryd zaproponował Mackiewiczowi nakręcenie filmu fabularnego, opartego na Sprawie. Mackiewicz wyraził wstępnie zainteresowanie tematem, co rozpoczęło trwającą aż do początku lat 70. korespondencję. Fryd pragnął nakręcić film w USA i miał konkretne propozycje co do zorganizowania produkcji i współpracy z amerykańskimi firmami z branży kinematograficznej. Zaproponował Mackiewiczowi napisanie scenariusza, na co pisarz się nie zgodził. Nie oponował jednak przeciw planowi usunięcia z wersji filmowej części poświęconej Klarze po egzekucji męża. Fryd i Mackiewicz uzgadniali sposób prezentacji postaci, rozkład akcentów w filmie a nawet organizację pojedynczych scen, przy czym pisarz był gotowy iść na kompromis ze zmierzającą raczej w kierunku sensacyjnym koncepcją Fryda. Powstało robocze angielskie tłumaczenie powieści. Ostatecznie z nieznanych powodów do realizacji filmu nie doszło.

## Wydania polskie
- B. Świderski, Londyn 1962
- Kontra, Londyn 1983
- Wydawnictwo X, s.l., s.a. (lata 80.)
- Maraton, s.l., s.a. (lata 80.)
- Baza, s.l., s.a. (lata 80.)[47]
- Niepodległość, Warszawa 1989
- Kontra, Londyn 1989
- Kontra, Londyn 2007
- Kontra, Londyn 2022

## Wydania zagraniczne
- Der Oberst (Munchen 1967)
- El Coronel (Barcelona 1974)
- L’Affaire du colonel Miassoïedov (Paris 2020)